# Central European Summer Time
| Blau clar | Hora d'Europa Occidental (UTC+0)                                          |
| Blau      | Hora d'Europa Occidental (UTC+0) Hora d'Europa Occidental d'Estiu (UTC+1) |
| Vermell   | Hora d'Europa Central (UTC+1) Hora d'Europa Central d'Estiu (UTC+2)       |
| Groc      | Hora de Kaliningrad (UTC+2)                                               |
| Caqui     | Hora d'Europa Oriental (UTC+2) Hora d'Europa Oriental d'Estiu (UTC+3)     |
| Verd clar | Hora de Moscou (UTC+3)                                                    |

Central European Summer Time (CEST) és el nom amb què és coneguda la zona horària UTC+2, dues hores per davant del Temps Universal Coordinat. S'utilitza a l'estiu per tal d'estalviar energia a la major part d'Europa i també en alguns països del nord d'Àfrica. Durant l'hivern, s'utilitza l'Hora Central Europea (Central European Time, CET) (UTC+1).
El Central European Summer Time ha rebut tradicionalment altres noms, com ara Middle European Summer Time (MEST) o Central European Daylight Time (CEDT).

## Ús
Els següents països i territoris utilitzen el CEST durant l'estiu, entre la 1:00 UTC (les dues del matí) de l'últim diumenge de març i la 1:00 UTC (les tres del matí) de l'últim diumenge d'octubre.
- Albània, amb regularitat des de 1974
- Alemanya, amb regularitat des de 1980
- Andorra, amb regularitat des de 1985
- Àustria, amb regularitat des de 1980
- Bèlgica, amb regularitat des de 1980
- Bòsnia i Hercegovina, amb regularitat des de 1983
- Croàcia, amb regularitat des de 1983
- Dinamarca (metropolità), amb regularitat des de 1980
- Eslovàquia, amb regularitat des de 1979
- Eslovènia, amb regularitat des de 1983
- Espanya (excepte les Canàries), amb regularitat des de 1974
- França (metropolità), amb regularitat des de 1976
- Gibraltar, amb regularitat des de 1982
- Hongria, amb regularitat des de 1980
- Itàlia, amb regularitat des de 1966
- Liechtenstein
- Luxemburg, amb regularitat des de 1977
- Macedònia del Nord, amb regularitat des de 1983
- Malta, amb regularitat des de 1974
- Mònaco, amb regularitat des de 1976
- Montenegro, amb regularitat des de 1983
- Noruega, amb regularitat des de 1980
- Països Baixos (metropolità), amb regularitat des de 1977
- Polònia, amb regularitat des de 1977
- San Marino, amb regularitat des de 1966
- Sèrbia, amb regularitat des de 1983
- Suècia, amb regularitat des de 1980
- Suïssa, amb regularitat des de 1981
- Tunis, amb regularitat des de 2005
- República Txeca, amb regularitat des de 1979
- Ciutat del Vaticà, amb regularitat des de 1966

El CEST també es va utilitzar a Portugal entre els anys 1993 a 1995.